# Exodul spre lumină
Exodul spre lumină este un film românesc din 1979 regizat de Sabin Bălașa.